# Place de la Constitution (Pontevedra)
La place de la Constitution est un espace public du XXe siècle situé dans le centre de la ville espagnole de Pontevedra, dans le quartier Campolongo.

## Origine du nom
La place tient son nom de la Constitution espagnole de 1978,.

## Histoire
L'endroit où se trouve aujourd'hui la place de la Constitution était une enclave naturelle non urbanisée, au nord de l'ancien pazo Campolongo propriété des marquis de Leis. Il y avait même une sorte d'île formée par la rivière Gafos où les habitants se rendaient pour se distraire et se baigner.
En 1970, la rivière Gafos a été canalisée et une voie piétonne a été créée au-dessus, appelée Paseo de Valle-Inclán, ce qui a nécessité de nombreux travaux de remblayage de la rivière et la construction d'un mur trapézoïdal avec 20 000 tonnes de béton. Le Ministère du Logement a commencé à urbaniser le quartier et à construire des établissements scolaires et des logements. En 1975, la mairie de Pontevedra a reçu officiellement du directeur général de l'Institut National du Logement, Ramón Andrada Pfeiffer, l'achèvement de l'urbanisation du quartier, et un sobre parc central avec diverses extensions de gazon et d'arbres a commencé à être progressivement aménagé.
En 1979, la construction de l'église Saint-Joseph, qui délimite l'actuelle place sur son côté nord, a commencé et a été inaugurée le 23 octobre 1983,.
Le nom Place de la Constitution a été le nom officiel de la Place de la Herrería de 1854 à 1931. En 1980, le parti socialiste local (PSOE) a présenté une proposition demandant au conseil municipal d'incorporer une nouvelle place de la Constitution dans le répertoire des rues de Pontevedra. Le 30 décembre 1982, le conseil municipal de Pontevedra a décidé, par le biais d'une motion, de donner ce nom au parc Campolongo situé devant la nouvelle église Saint-Joseph,.
Le 6 décembre 1988, la mairie de Pontevedra a installé le Monument à la Constitution sur la place à l'occasion du dixième anniversaire de la Constitution espagnole de 1978,,.
En 1996, la municipalité a abattu les eucalyptus à Campolongo, près de l'actuelle avenue María Victoria Moreno, et a créé un nouveau parc de 4 500 mètres carrés sur le terrain où se trouvaient ces eucalyptus, en prolongement de la place de la Constitution, de l'autre côté de la rue Iglesias Vilarelle,. Le nouveau parc a été connu dès le début sous le nom de Parc du Champignon, en raison du kiosque en forme de champignon qui a été construit sur son côté nord-ouest.
Le 15 février 2019, la nouvelle aire de jeux Campolongo, d'une superficie de 930 mètres carrés, située dans le sud-ouest de la place de la Constitution, a été inaugurée,. En 2022, l'aire de jeux a été désignée comme la meilleure aire de jeux de ce type.

## Description
La place de la Constitution est un square piéton de forme rectangulaire d'une superficie de 10 500 mètres carrés. C'est le point de rencontre de la rue Iglesias Vilarelle au sud et du Paseo de Valle-Inclán sur la rivière Gafos. Elle est délimitée par la rue Alcalde Hevia à l'est et l'avenue Augusto García Sánchez au nord.
La place a un sol en terre compactée et des pelouses réparties dans différentes sections. Le Monument à la Constitution est situé au centre du côté nord de la place. Il repose sur un socle en pierre à gradins portant les armoiries de Pontevedra et consiste en un monolithe de granit sur lequel est exposé le livre de la Constitution espagnole de 1978 en bronze, ouvert à la page du préambule.
Sur le côté sud-ouest du square se trouve une aire de jeux pour enfants entourée d'une clôture basse en bois. D'une superficie d'environ 1 000 mètres carrés, elle est dotée d'un revêtement en gazon artificiel et d'une grande tour de sept mètres avec des toboggans, dont un en zigzag, une tyrolienne, une balançoire à bascule, une aire d'escalade et des balançoires. Elle dispose également d'une aire pour les accompagnateurs et de jeux adaptés aux personnes handicapées,,.
Au cœur de la place, sur la droite, se trouve un bassin avec des jets d'eau, entouré de pelouses. Au sud-est, un petit grenier galicien ornemental témoigne des anciennes coutumes et traditions ancrées dans la vie quotidienne de ce lieu lorsque Campolongo était encore une campagne.
Il y a une grande variété d'arbres dans le square, dont  deux ginkgos, trois cyprès chauves, deux érables argentés, quatre ailantes glanduleux, trois bouleaux verruqueux, trois camélias, deux cordyline australis, deux ilex altaclerensis, dix-huit magnolias, sept palmiers des Canaries, dix peupliers blancs, trois peupliers noirs, deux peupliers de Simon et quatre ormes de montagne.

## Galerie d'images

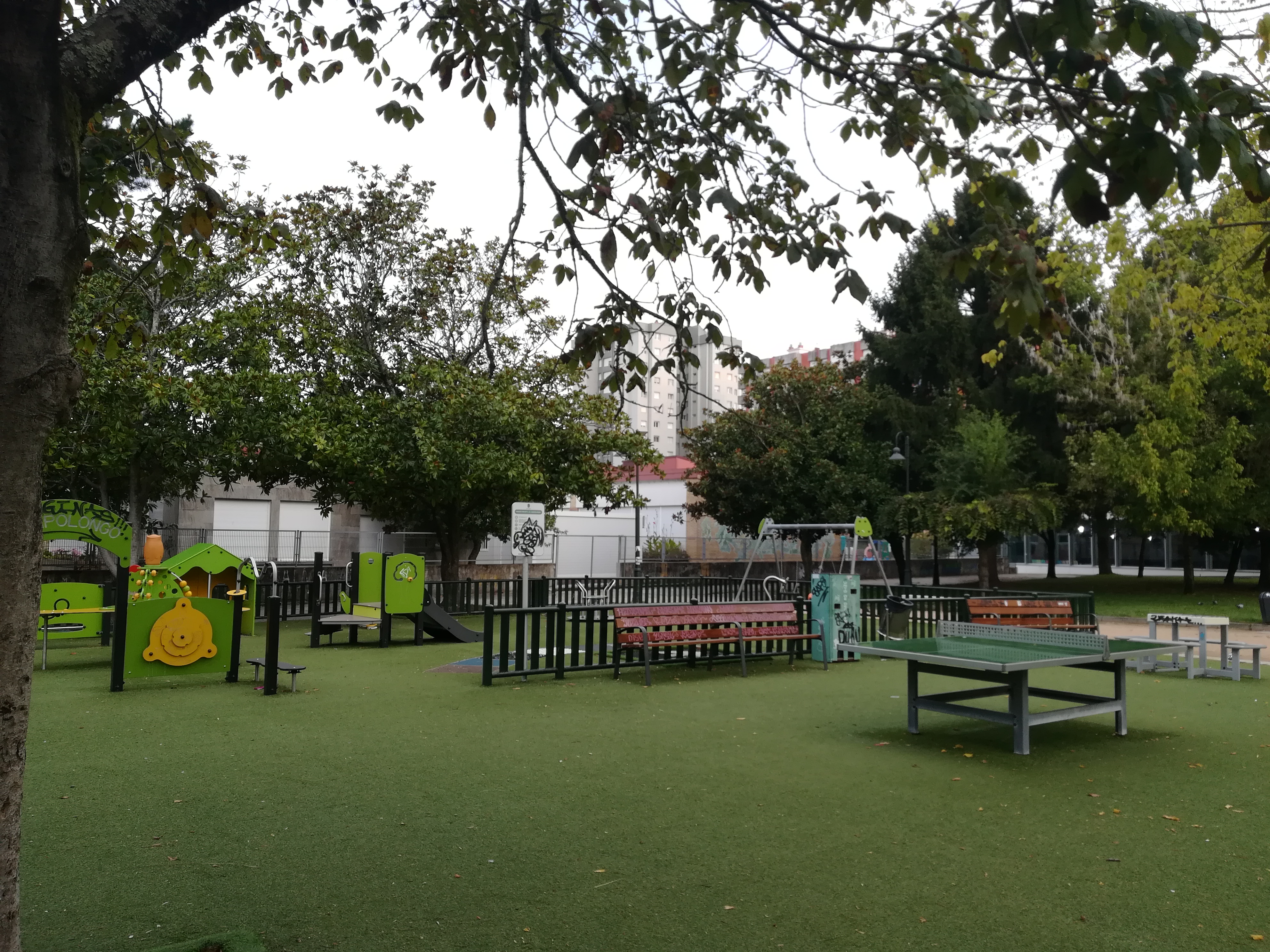
Aire de jeux
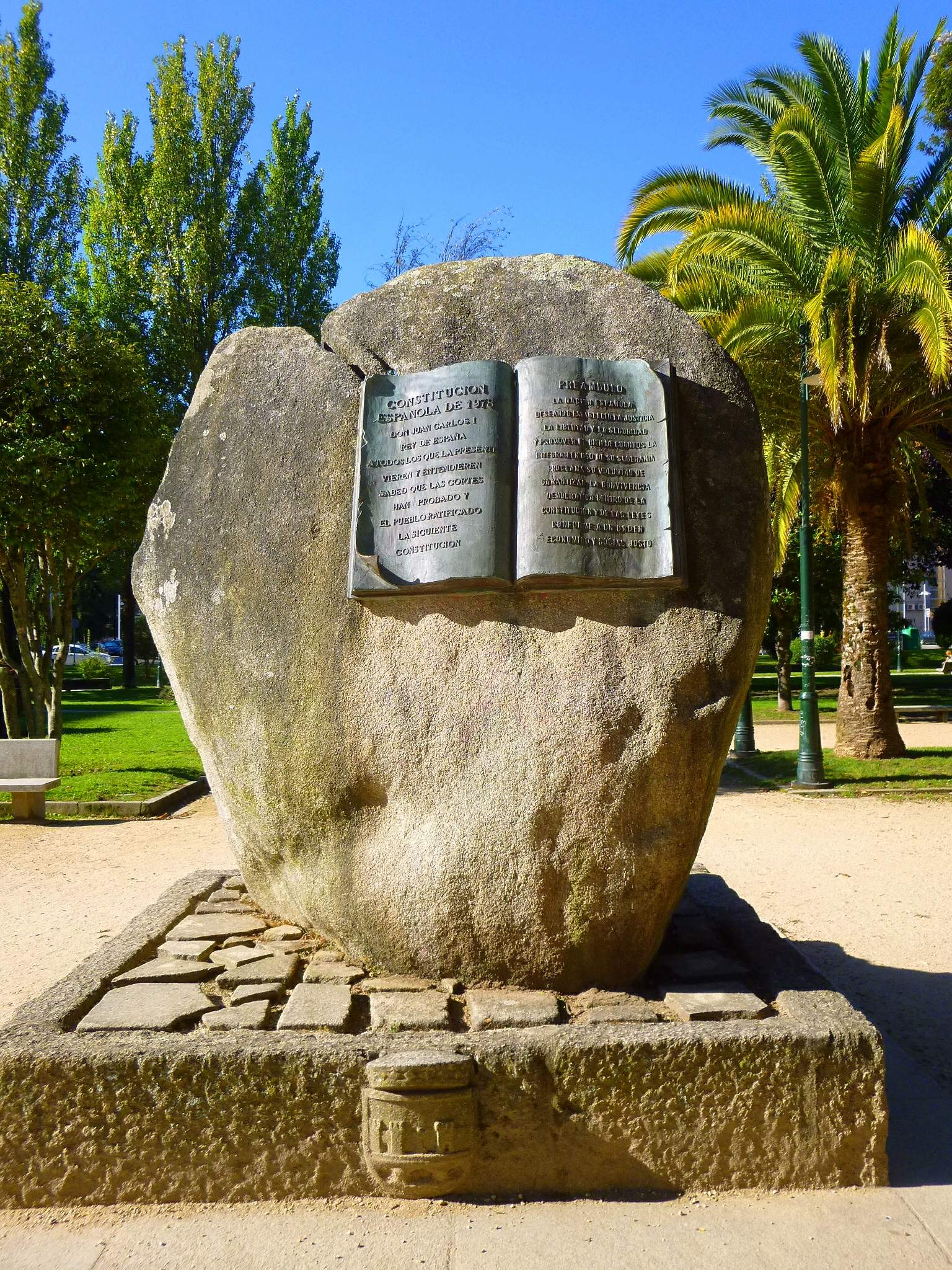
Monument à la Constitution (1988)
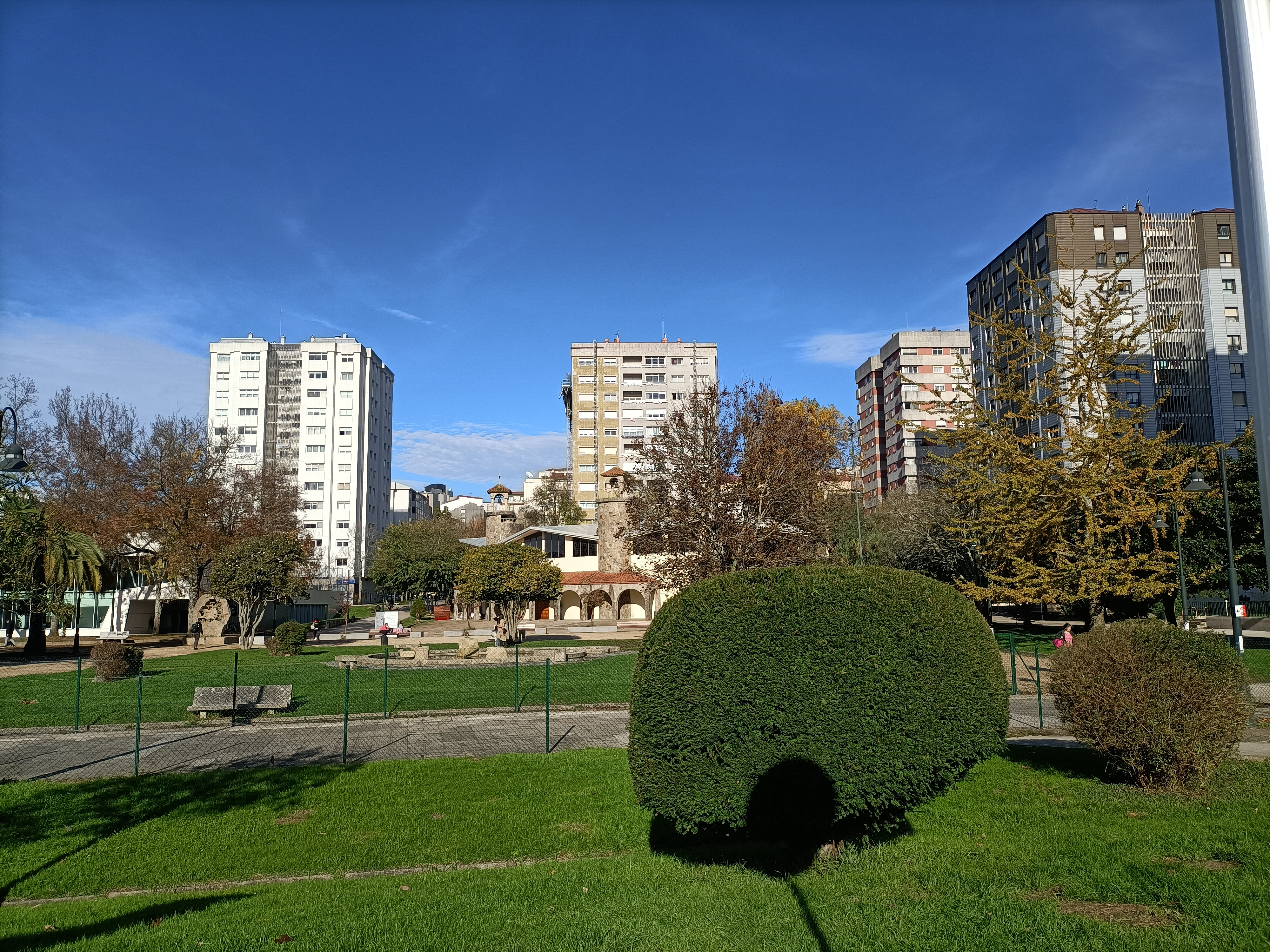
Vue générale de la place de la Constitution depuis le sud
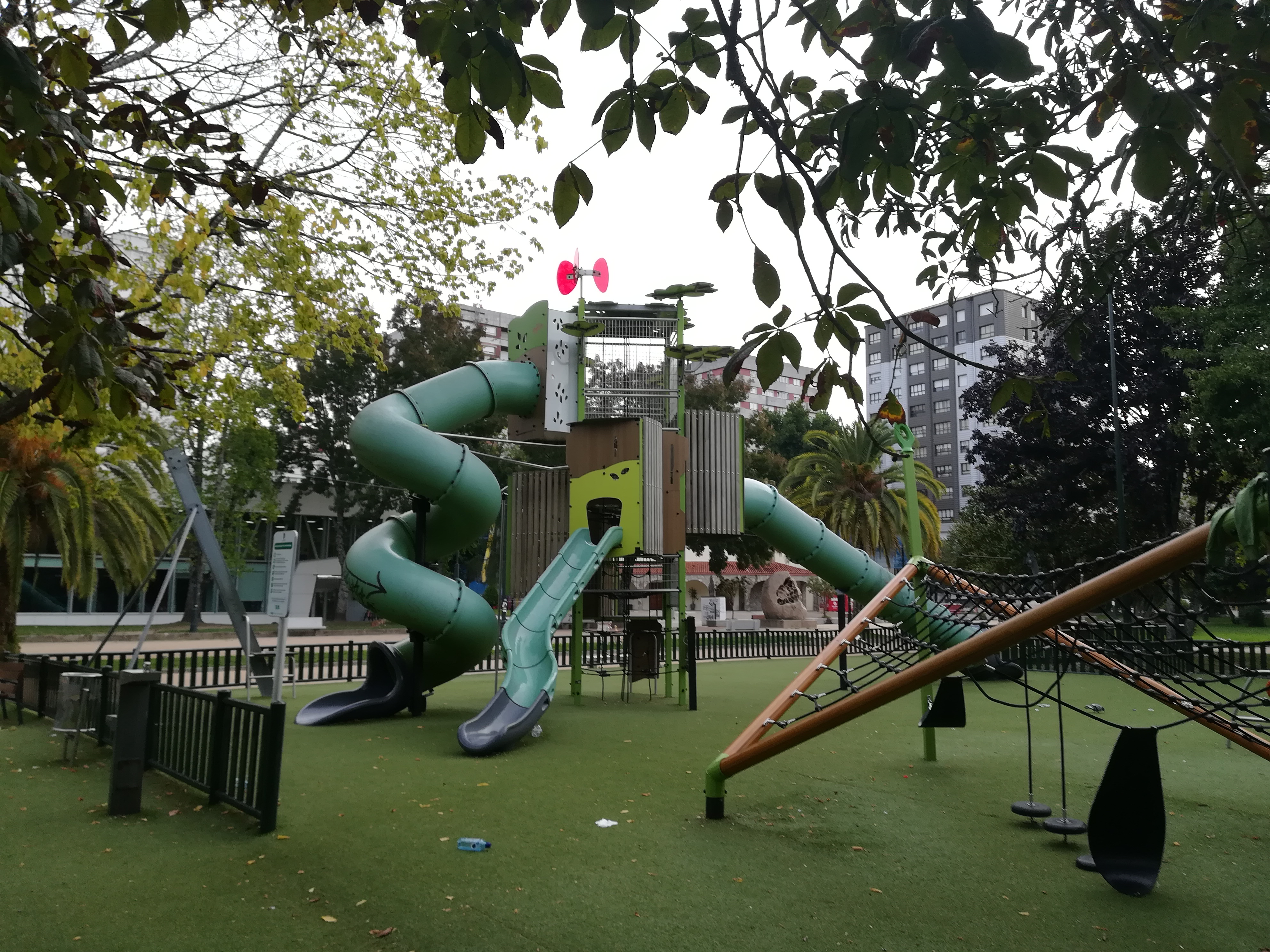
Aire de jeux
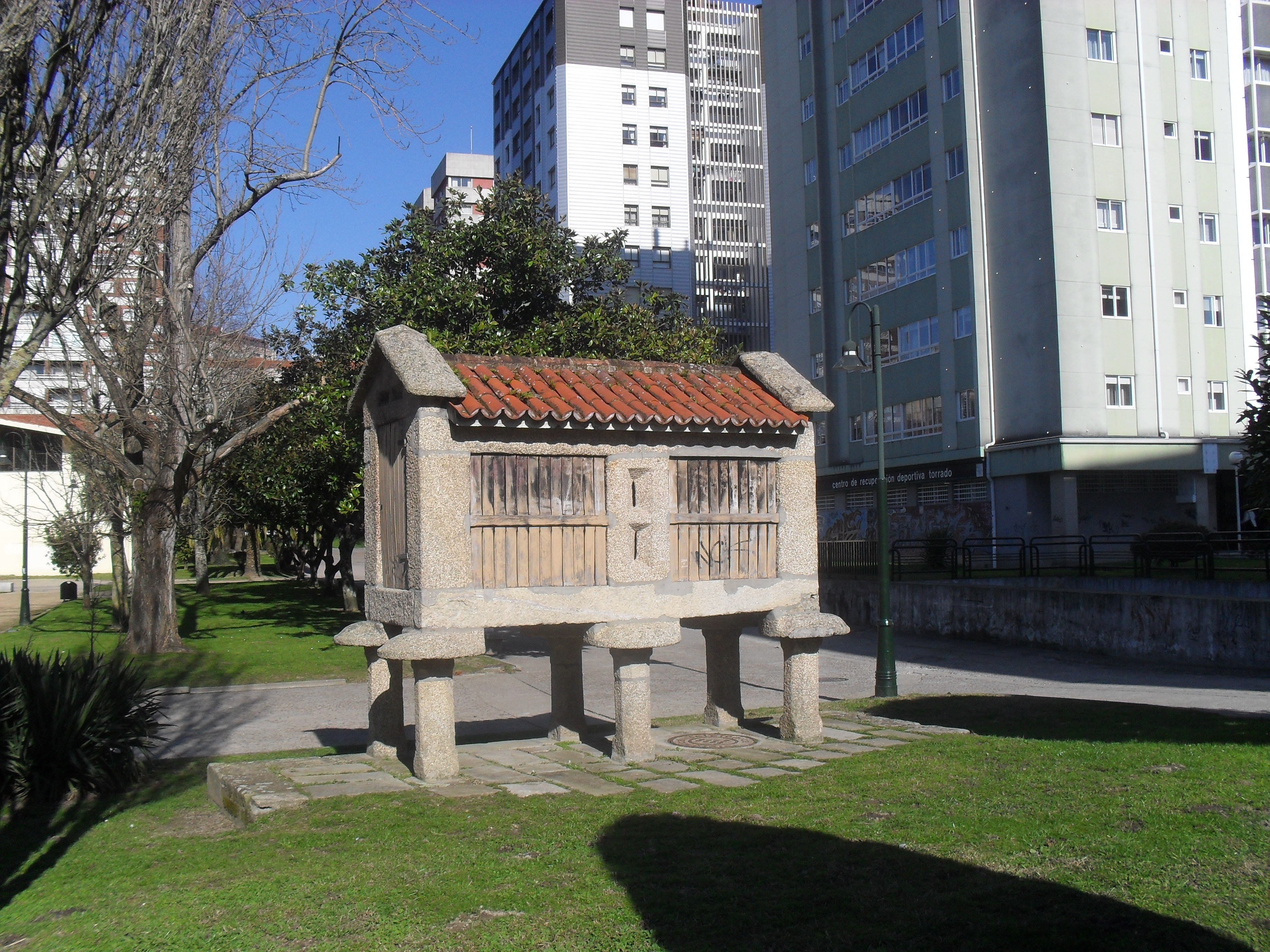
Grenier galicien ornemental au sud-est de la place
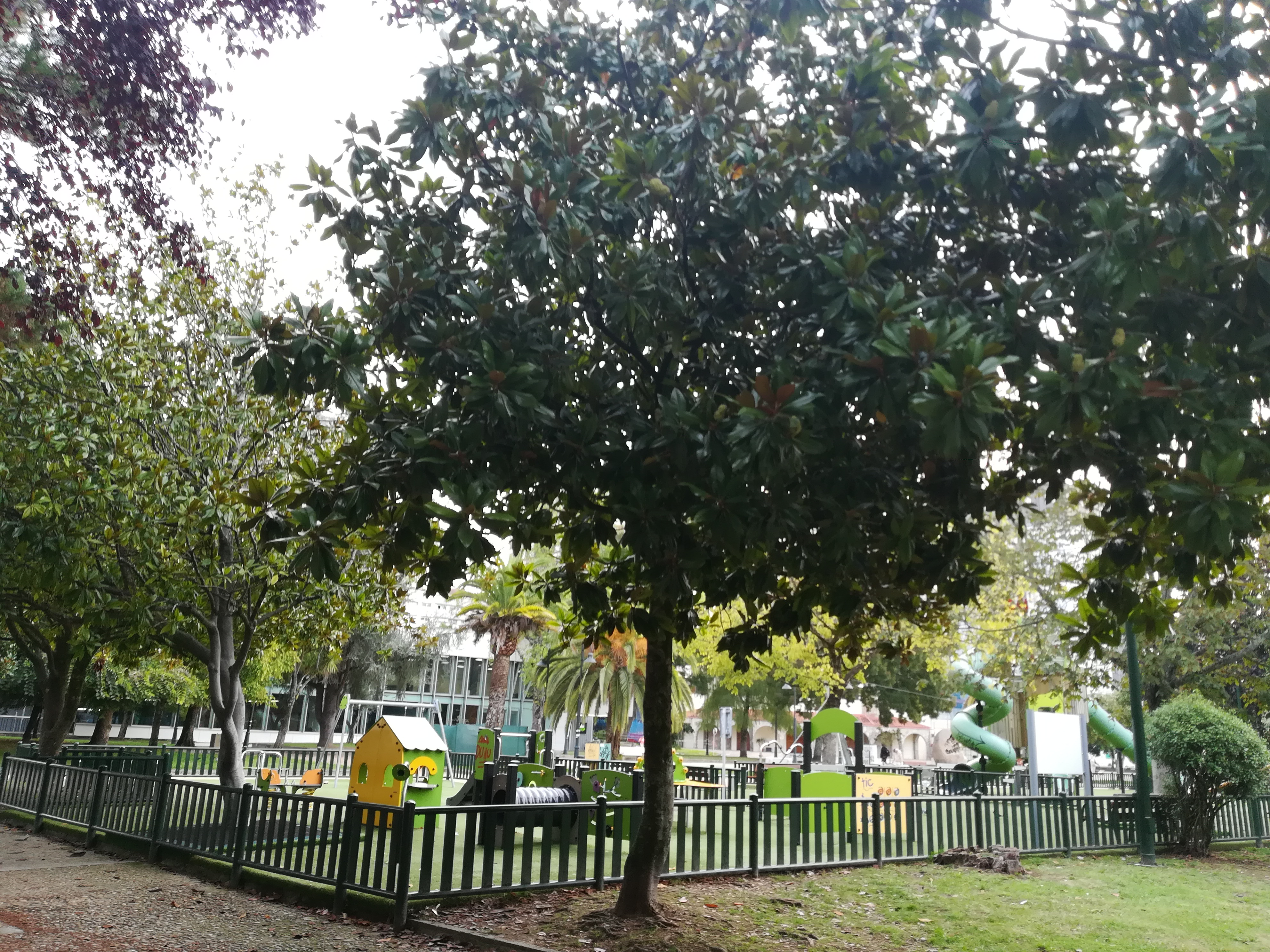
Aire de jeux
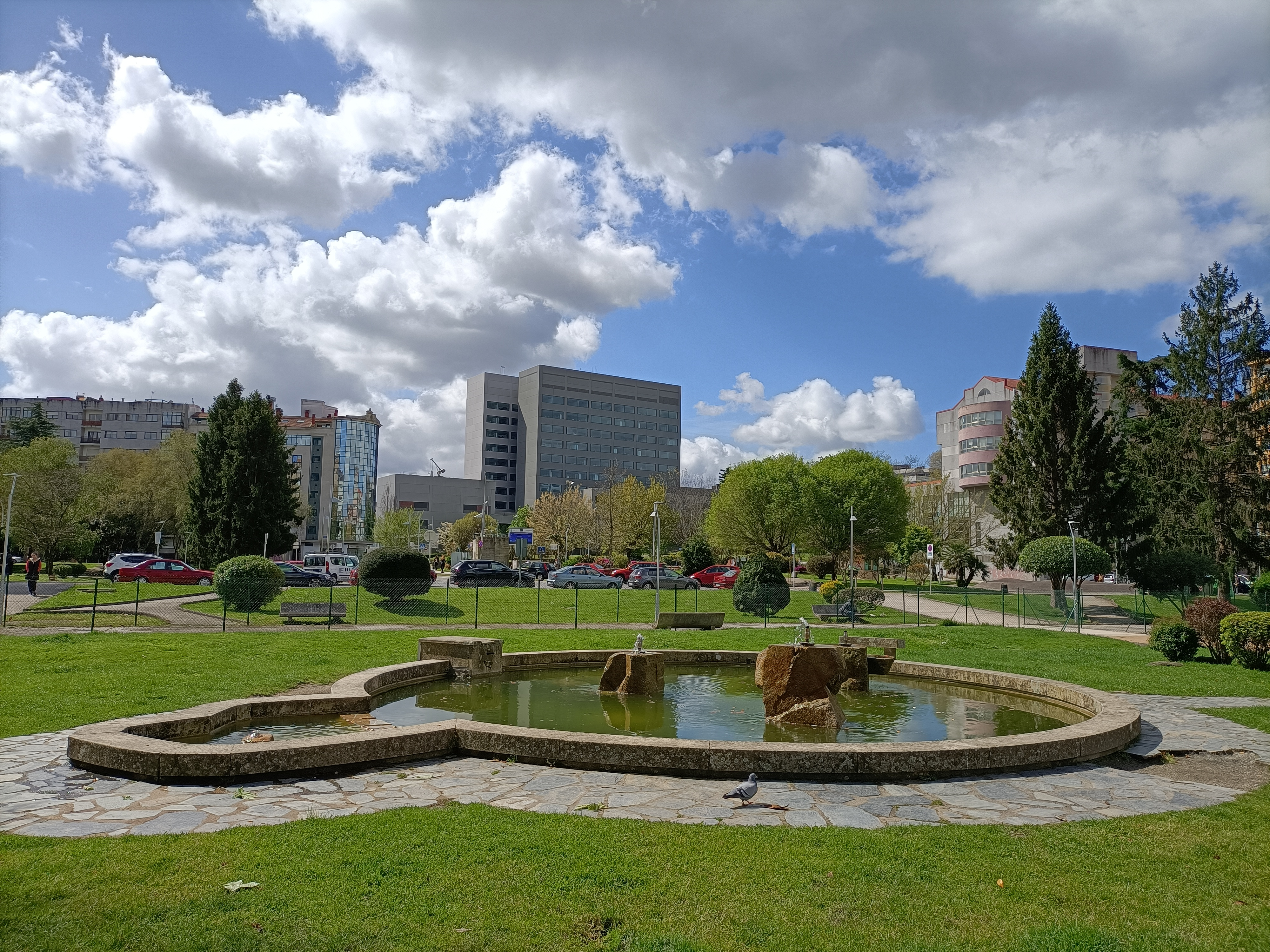
Bassin de la place
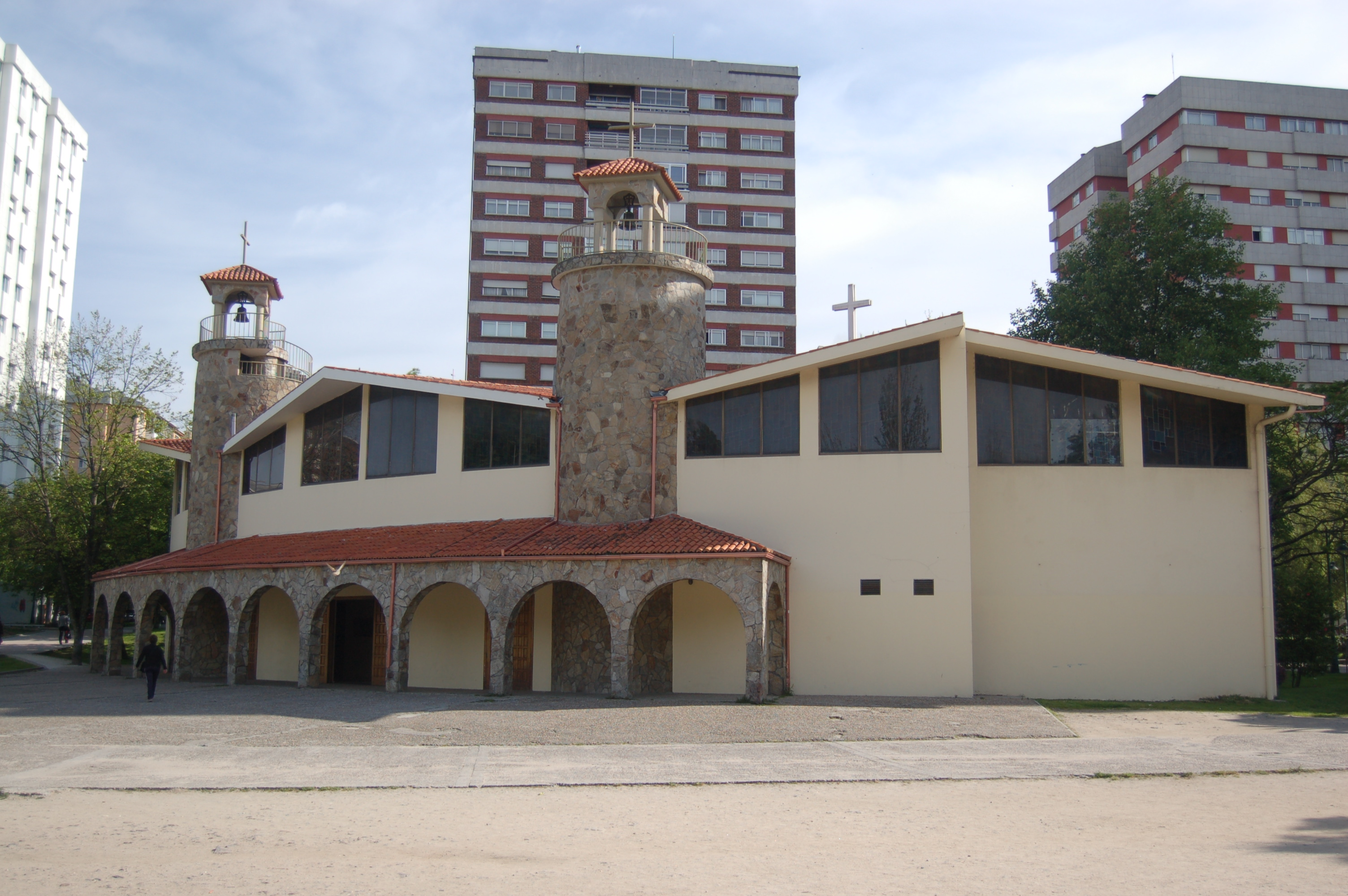
L'église Saint-Joseph face à la place
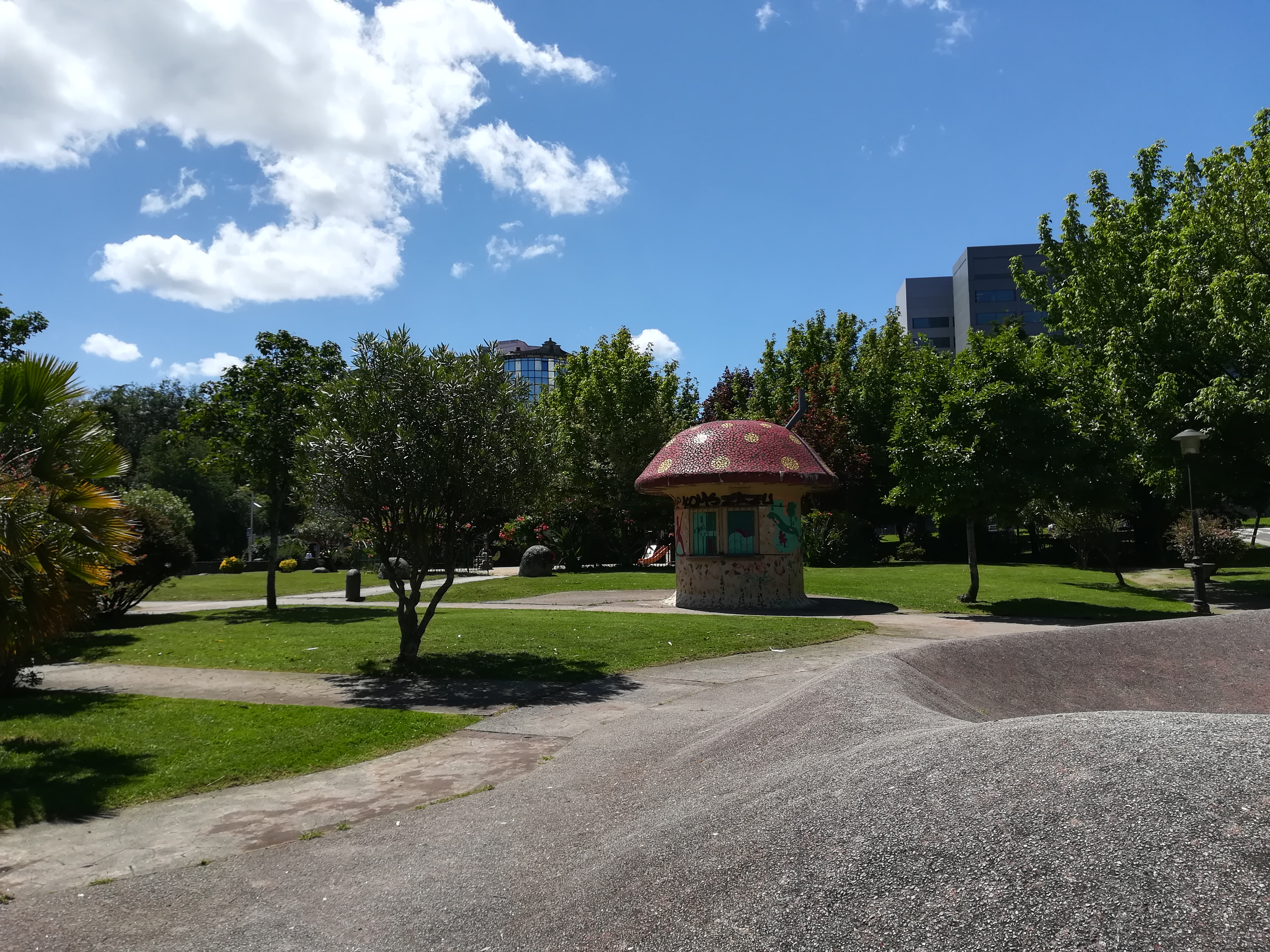
Parc du Champignon